# Comuna Bohdanivka, Semenivka
Bohdanivka (în ucraineană Богданівка) este o comună în raionul Semenivka, regiunea Poltava, Ucraina, formată din satele Bairak, Bohdanivka (reședința) și Kurhanne.

## Demografie
Componența lingvistică a comunei Bohdanivka
     Ucraineană (97,43%)
     Rusă (1,4%)
     Alte limbi (0,7%)
Conform recensământului din 2001, majoritatea populației comunei Bohdanivka era vorbitoare de ucraineană (97,43%), existând în minoritate și vorbitori de rusă (1,4%).